# Pheidole ghatica
Pheidole ghatica är en myrart som beskrevs av Auguste-Henri Forel 1902. Pheidole ghatica ingår i släktet Pheidole och familjen myror. Inga underarter finns listade i Catalogue of Life.